# Наро-Фоминский уезд
На́ро-Фоми́нский уе́зд — административно-территориальная единица Московской губернии, существовавшая в 1918—1923 годах. Уездный город — Наро-Фоминск.
Уезд образован 27 августа 1918 года из Петровской, Рудневской и Ташировской волостей Верейского уезда Московской губернии и Рождественской волости Боровского уезда Калужской губернии.
23 октября 1922 года (утверждено ВЦИК 29 января 1923 года) Наро-Фоминский уезд был упразднён, а его территория передана в Звенигородский уезд.